# Jeannine Oppewall
Jeannine Claudia Oppewall (ur. 28 listopada 1946 w Uxbridge) – amerykańska scenografka filmowa. Była czterokrotnie nominowana do Oscara za najlepszą scenografię do filmów: Tajemnice Los Angeles (1997), Miasteczko Pleasantville (1998), Niepokonany Seabiscuit (2003) i Dobry agent (2006).
Prywatnie była żoną reżysera i scenarzysty Paula Schradera.

## Wybrana filmografia
- 1983: Pod czułą kontrolą (Tender Mercies)
- 1984: Kochankowie Marii (Maria's Lovers)
- 1985: Pustynia serca (Desert Hearts)
- 1987: Chwasty (Ironweed)
- 1989: Pozytywka (Music Box)
- 1990: Biały pałac (White Palace)
- 1992: Więzy przyjaźni (School Ties)
- 1994: Corrina, Corrina
- 1995: Co się wydarzyło w Madison County (The Bridges of Madison County)
- 1996: Lęk pierwotny (Primal Fear)
- 1997: Tajemnice Los Angeles (L.A. Confidential)
- 1998: Miasteczko Pleasantville (Pleasantville)
- 1999: Cedry pod śniegiem (Snow Falling on Cedars)
- 2000: Cudowni chłopcy (Wonder Boys)
- 2002: Złap mnie, jeśli potrafisz (Catch Me If You Can)
- 2002: Suma wszystkich strachów (The Sum of All Fears)
- 2002: Obudzić się w Reno (Waking Up in Reno)
- 2003: Niepokonany Seabiscuit (Seabiscuit)
- 2006: Dobry agent (The Good Shepherd)
- 2008: Zdarzenie (The Happening)
- 2010: Skąd wiesz? (How Do You Know)
- 2013: Oblicze miłości (The Face of Love)
- 2014: Romans na godziny (5 to 7)
- 2016: Zasady nie obowiązują (Rules Don't Apply)
- 2019: Najlepsi wrogowie (The Best of Enemies)
- 2022: Głęboka woda (Deep Water)